# Klaus Eisterer
Klaus Eisterer (* 14. Januar 1956 in Bregenz) ist ein österreichischer Historiker.

## Leben
Er studierte Geschichte und Germanistik an der Universität Innsbruck (Mag. phil. 1983, Dr. phil. 1991). Er war Universitätsdozent und seit 2001 außerordentlicher Universitätsprofessor an der Universität Innsbruck. 2021 trat er in den Ruhestand.
Seine Forschungsschwerpunkte sind internationale Beziehungen sowie Diplomatiegeschichte, Geschichte Österreichs im 20. Jahrhundert, Geschichte Spaniens und Lateinamerikas.

## Schriften (Auswahl)
- Französische Besatzungspolitik. Tirol und Vorarlberg 1945/46. Innsbruck 1992.
- Die Schweiz als Partner. Zum eigenständigen Außenhandel der Bundesländer Vorarlberg und Tirol mit der Eidgenossenschaft 1945–1947. Eine wirtschaftshistorische Untersuchung. Innsbruck 1995.
- La présence française en Autriche (1945–1946). Occupation – dénazification – action culturelle. Rouen 1998.
- La présence française en Autriche (1945–1946), vol. II: Relations humaines – Questions économiques – Prisonniers de guerre – Le problème du Tyrol du Sud. Rouen 2005.